# 環境戦隊ゼンタフォース
『環境戦隊ゼンタフォース』（韓国語：환경전사 젠타포스）は、韓国で製作された特撮テレビドラマである。2003年にテレビで放送された。なお、番組タイトルは日本では『環境戦士ゼンタフォース』といわれることがある。

## ストーリー
地球の環境汚染を利用し、再び侵略を始めたアレクサンドロ帝国から地球を守るために環境戦隊ゼンタフォースは戦う。

## 登場人物

### ゼンタフォースとその仲間たち
ゼンタフォースは韓国語の発音では「ジェンタフォース」、同じくゼンタマンは「ジェンタメン」である。
ヒョン・ウン
演： キム・ソンス
- ゼンタフォース3兄弟の父親。解雇されるまでは「スピード宅配」という会社で働いていた。緑色のスーツのゼンタマンに変身する。

イ・ミヨン
演 ： イ・スンシン
- ゼンタフォース3兄弟の母親で科学者。地球環境研究所（通称：ゼンタ研究所）所長。

ヒョン・プン
演 ： ユン・ミンス
- ゼンタフォース3兄弟の長男。吹きつける風の力で黄色のスーツのゼンタウィンドに変身する。

ヒョン・ヨル
演 ： パク・ジョンハン
- ゼンタフォース3兄弟の次男。燃える太陽の光で赤いスーツのゼンタファイヤーに変身する。

ヒョン・ス
演 ： ユン・ドンソル
- ゼンタフォース3兄弟の三男。ほとばしる水の精気で青いスーツのゼンタアクアに変身する。

ユリ
演 ： イ・ジョンイン
- ミルキー星の王女。本名はヘレニウス・モンテナ。第22話から、はるかなる大地の愛でピンクのスーツのゼンタガイアに変身する。

パク
演 ：
- イ・ミヨンの助手。

チェ・ビン教授
演 ：
- 第9話からゼンタ研究所で働くことになった研究者。女性に甘く、不謹慎な発言が多い。

### アレクサンドロ帝国
ハーデス
声：
- アレクサンドロ帝国の支配者。姿を見せず音声通信でケイトに命令していたが、第25話でようやく姿を現す。

ケイト
演 ：
- ハーデスの下で地球侵略作戦を指揮する女性の司令官。怒るとリングビームでニカンやネカンを苦しめる。

ニカン
演 ：
- ケイトの部下。青い髪の男性。頭がよく、第23話から怪人に変身する。

ネカン
演 ：
- ケイトの部下。オレンジ色の髪の男性。あまり頭はよくない。第23話から怪人に変身する。

### その他
ワン・ヘリョン
演 ：
- ヒョン家の近所に住むヨルのクラスメートの少年。環境に良くない行動を取りがちで、怪人に捕まえられることが多い。クァンスクというガールフレンドがいるにもかかわらずユリに恋している。

クァンスク
演 ：
- ワン・ヘリョンのガールフレンド。

## 音楽
オープニング曲・ エンディング曲
- " 環境戦隊ゼンタフォース "
  - 作詞: オ・ボンジュン / 作曲:オ・ボンジュン / 歌:キム・ソビン

## 放送日程
| 放送日 | 話数 | サブタイトル             | 登場怪人            |
| ------ | ---- | ------------------------ | ------------------- |
| 2003年 | 1    | パパはゼンタマン         | アルゴス            |
|        | 2    | 出動！ゼンタフォース     | アルゴス            |
|        | 3    | ふたたび現われたアルゴス | アルゴス            |
|        | 4    | 飛べ！ヒヨコ             | アルゴス            |
|        | 5    | 見えない怪物             | フースカ            |
|        | 6    | ユリの秘密               | フースカ            |
|        | 7    | 5つの元素                | ダスター            |
|        | 8    | ユリの想い               | ダスター            |
|        | 9    | 怪物エクシード           | エクシード          |
|        | 10   | ゼンタ原石の危機         | エクシード          |
|        | 11   | 僕の友達ユリ             | アルゴス            |
|        | 12   | 人形を探せ               | アルゴス            |
|        | 13   | 農園での出来事           | フースカ            |
|        | 14   | ゼンタマンを拉致しろ     | フースカ            |
|        | 15   | 彷徨うゼンタフォース     | ダスター            |
|        | 16   | 学校へ行ったユリ         | ダスター            |
|        | 17   | 光線剣の秘密             | エクシード          |
|        | 18   | ゼンタ少女ユリ           | エクシード          |
|        | 19   | パンドラの箱             | アルゴス            |
|        | 20   | 危機に陥ったユリ         | アルゴス            |
|        | 21   | 誕生ゼンタガイア         | ダスター            |
|        | 22   | ケイトの作戦             | ダスター            |
|        | 23   | 神秘の笛                 | アルゴス エクシード |
|        | 24   | ゼンタフォースの必殺技   | アルゴス エクシード |
|        | 25   | 姿を現したハーデス       | アルゴス            |
|        | 26   | ゼンタフォース地球を救う |                     |

## 映像ソフト化
2005年に全7巻の日本語字幕付きDVDが発売されている。